# Мотивация
Мотивацията или подбудата е движещата сила към постигането на определени цели.
Тя включва целева насоченост на поведението и изисква получаването на пряка и своевременна връзка между целенасочените действия и постигнатите резултати. Крайният резултат винаги е от субективно значение и има психологическа ценност. В психологията, мотивацията се отнася до начало, посока, интензитет и постоянство в поведението, желание и готовност да се извърши определена дейност. Мотивацията е временно и динамично състояние, което не трябва да се бърка с индивидуални черти от характера на човека или емоционални състояния. Мотивацията стимулира индивида в неговите усилия към постигането на желаните цели, като най-често това са успехи, възнаграждения, награди (в спорта), високи постижения, за които се изисква висока мотивация, но също така и за ежедневни или обичайни дейности към постигането на определен резултат.

## Видове мотивация
Мотивацията може да бъде вътрешна и външна – породена от вътрешно желание за постигането на определени резултати или следствие от външни фактори. Мотивацията трябва да се разглежда в съпоставка с индивидуалните черти на характера, които са постоянни (например плах, екстроверт, съвестен) и емоционалното състояние, което е временно (например гняв, тъга, радост).
1. Вътрешна мотивация – настъпва, когато хората са вътрешно мотивирани, за да създадат нещо, което предизвиква задоволство у тях.
2. Външна мотивация – настъпва, когато хората са мотивирани от външно задоволство като пари, оценки, от друга личност (обикновено по-силна психически) и др.

## Влияние на мотивацията в обучението
Мотивацията е необходима за високи резултати при ученето, за постигане на по-добри способности при процеса на учене, като без мотивация съответно способността за учене намалява. Тъй като ученето започва още с раждането и продължава през целия живот на човека, тоест за хората то е вродено като необходимост, дори и да не протича във формална среда, учащите имат нужда от специален стимул за активни, целенасочени и постоянни усилия в ученето. Мотивацията в най-общ смисъл е това, което оказва влияние върху създаването и поддържането, избора и насоката, като цяло в човешкото поведение, и тя подтиква учащите да търсят, изискват, трансформират и използват знанията си. Тя е свързана и с желанието за участие в процеса на обучение, но също така засяга и причините, които лежат в основата на активно участие в академичните дейности. Макар че обучаваните могат да имат еднаква мотивация да изпълняват дадена задача, причините за тяхната мотивация могат да бъдат различни. Тоест обучаем, който е вътрешно мотивиран, се заема с дадена дейност, заради самата нея и удоволствието, което тя предоставя, или удовлетворението от изпълнението ѝ. А в другия случай ученикът, който няма вътрешна мотивация се представя, за да получи възнаграждение или да избегне някакво външно наказание.

### Поддържане на мотивация за учене
Методи за повишаване на мотивацията
1. Създаване на подходяща за учене среда.
2. Поставяне и постигане на реалистични цели.
3. Инициативност в ученето.
4. Изискване на обратна връзка и външен контрол според нуждите.
5. Прилагане на принципи за стимулиране и повишаване на мотивацията и поддържане на добра дисциплина за учене.

Системно използване на възнаграждения за повишаване на мотивацията
1. При започване на нова дисциплина или предмет, който не представлява интерес, трябва да се започне с по-висок коефициент на възнаграждение.
2. Постепенно, с навлизането в материята на този безинтересен предмет, трябва да се увеличи количеството/времето за учене, за да се заслужи възнаграждение.
3. Постепенно намаляване на възнагражденията с подобряване на ученето.
4. Повишаване на мотивацията с изучаването на по-лесен и предпочитан курс.
5. По-мотивиращо и продуктивно е възнаграждение в зависимост от количеството свършена работа, отколкото времето, прекарано в учене.
6. Може да се окаже по-полезно състезанието със самите себе си, отколкото с останалите.

### Мотивацията при изучаване на чужд език
Гарднър и Ламбърт (1972) въвеждат термините инструментална и цялостна мотивация. В контекста на учене на език, инструменталната мотивация се отнася до желанието на обучаемия да научи език с утилитарни цели (например за работа или пътуване), докато цялостната мотивация се отнася до желанието да се научи даден език цялостно с възможност за интегриране в съответната езикова общност.
Според учените, мотивацията при изучаването на чужд език зависи от много фактори. Ето някои от тях:
- отношение (напр., чувства към общността и езикът – цел)
- самоувереност (напр., очаквания за успех, самодостатъчност и безпокойство)
- цели (схващани като яснота и релевантност на целите на учене, като пораждаща причина за учене)
- отдаденост (напр., степента, в която обучаваният активно и съвестно участва в процеса на учене на чужд език)
- помощ от средата (напр., степента, в която подкрепата от страна на учителя или съучениците и социалната и извънкласна интеграция спомагат за придобиване на опитност в ученето)
- лични качества (напр., склонности, възраст, пол и предишен опит в езика)

### Влияние на мотивацията при представяне на изпити
- Многогодишните анализи на изследванията на Програмата за международно оценяване на учениците при Организацията за икономическо сътрудничество и развитие установяват, че за формирането на положителни нагласи и повишаването на мотивацията на учениците за учене значително влияние оказва училищният климат.[3]